# Konrad-Adenauer-Brücke (Ludwigshafen am Rhein–Mannheim)
Die Konrad-Adenauer-Brücke verbindet die Städte Mannheim und Ludwigshafen über den Rhein bei Rheinkilometer 424,460. Sie ist die ältere der zwei Brückenverbindungen zwischen den beiden Stadtgebieten. Etwa 1200 m weiter nördlich davon befindet sich die Kurt-Schumacher-Brücke. Auf der Rheinmitte grenzen die Bundesländer Baden-Württemberg und Rheinland-Pfalz aneinander.

## Beschreibung
Die heute aus drei parallel verlaufenden, technisch sehr unterschiedlichen Brückenbauwerken bestehende Konrad-Adenauer-Brücke befindet sich etwa an der Stelle der ältesten Brückenverbindungen von Mannheim über den Rhein. Das nördliche Brückenbauwerk ist eine Straßenbrücke und hat einen Straßenbahn-Gleiskörper mit zwei Gleisen in der Mitte. Rechts und links davon verlaufen die Fahrbahnen mit zwei Fahrstreifen je Fahrtrichtung. Außen schließen sich jeweils Rad- und Fußwege an. Das mittlere Brückenbauwerk dient als Stahlfachwerkbrücke dem Eisenbahnverkehr. Seit 1999 komplettiert eine Bogenbrücke für den S-Bahn-Verkehr das Gesamtbauwerk auf der Südseite.
Straßenauffahrten auf Mannheimer Seite münden vom westlichen Innenstadtring (Parkring) und von der Bismarckstraße (B 37) im Süden der Innenstadt sowie von der im Stadtteil Lindenhof als Südtangente verlaufenden B 36. Abfahrten führen zum Parkring bzw. auf der Rückseite des Mannheimer Schlosses Richtung Innenstadt und Südtangente.
Von Ludwigshafen am Rhein lief die von der A 650 auf der „Hochstraße Süd“ kommende B 37 zur Konrad-Adenauer-Brücke, wo unmittelbar davor eine Auffahrtsrampe von der Innenstadt mündet. In Richtung Ludwigshafen führt eine Abfahrt zur Innenstadt und Richtung BASF. Geradeaus wurde die B 37 auf der „Hochstraße Süd“ zur A 650 weitergeführt.
Aktuell stehen auf Ludwigshafener Seite nur die Auffahrtrampe und die Abfahrt Richtung Innenstadt/BASF zur Verfügung. Die Hochstraße war seit dem Sommer 2019 wegen irreparabler statischer Mängel gesperrt gewesen und wurde im Frühjahr 2020 abgerissen. Der geplante Ersatzneubau der Hochstraße soll von Mitte 2023 bis Ende 2025 errichtet werden.
Der Haltepunkt Ludwigshafen (Rhein) Mitte schließt unmittelbar an die Konrad-Adenauer-Brücke an. Auf Mannheimer Seite führen die Gleise zu den etwa 700 Meter entfernten Bahnsteigen des Hauptbahnhofs.

## Geschichte

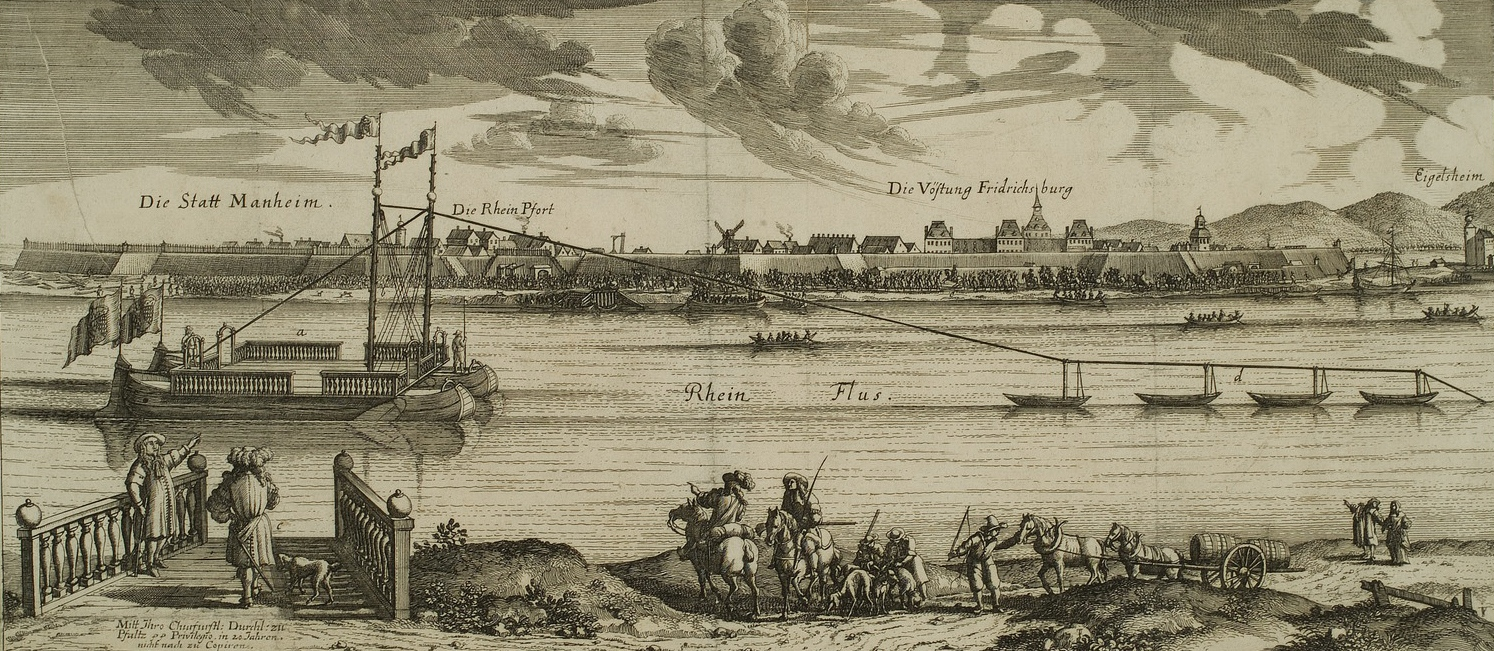
Fliegende Brücke 1669

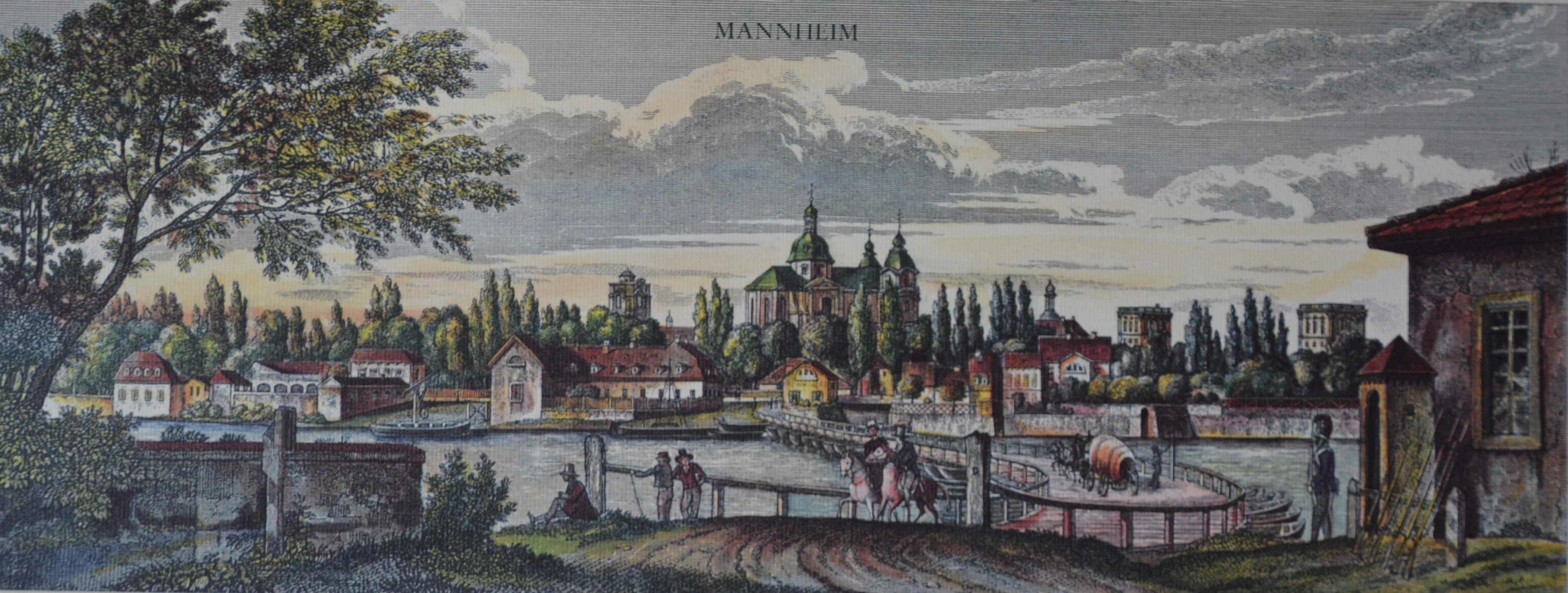
Schiffsbrücke 1846

Es gab mehrere Vorgängerbrücken, bevor die Konrad-Adenauer-Brücke errichtet wurde.

### Fliegende Rheinbrücke
Im Jahr 1669 ließ der damalige Kurfürst Carl Ludwig eine sogenannte fliegende Brücke errichten, die aus einer Plattform bestand, die auf zwei Rheinkähnen befestigt war, die ihrerseits stromaufwärts verankert waren. Sie war eine Gierfähre und konnte bis zu 13 schwer beladene Wagen mit je drei Pferden aufnehmen.

### Schiffsbrücke
1705 wurde die „fliegende Rheinbrücke“ durch eine Schiffsbrücke ersetzt, die auf Grund der Hochwasser jedoch ständig erneuert werden musste. Bis zur Fertigstellung des ersten Brückenbauwerks 1867 war sie jedoch die einzige stationäre Rheinquerung, etwa 300 Meter stromabwärts von der späteren Brücke.

### Rheinbrücke

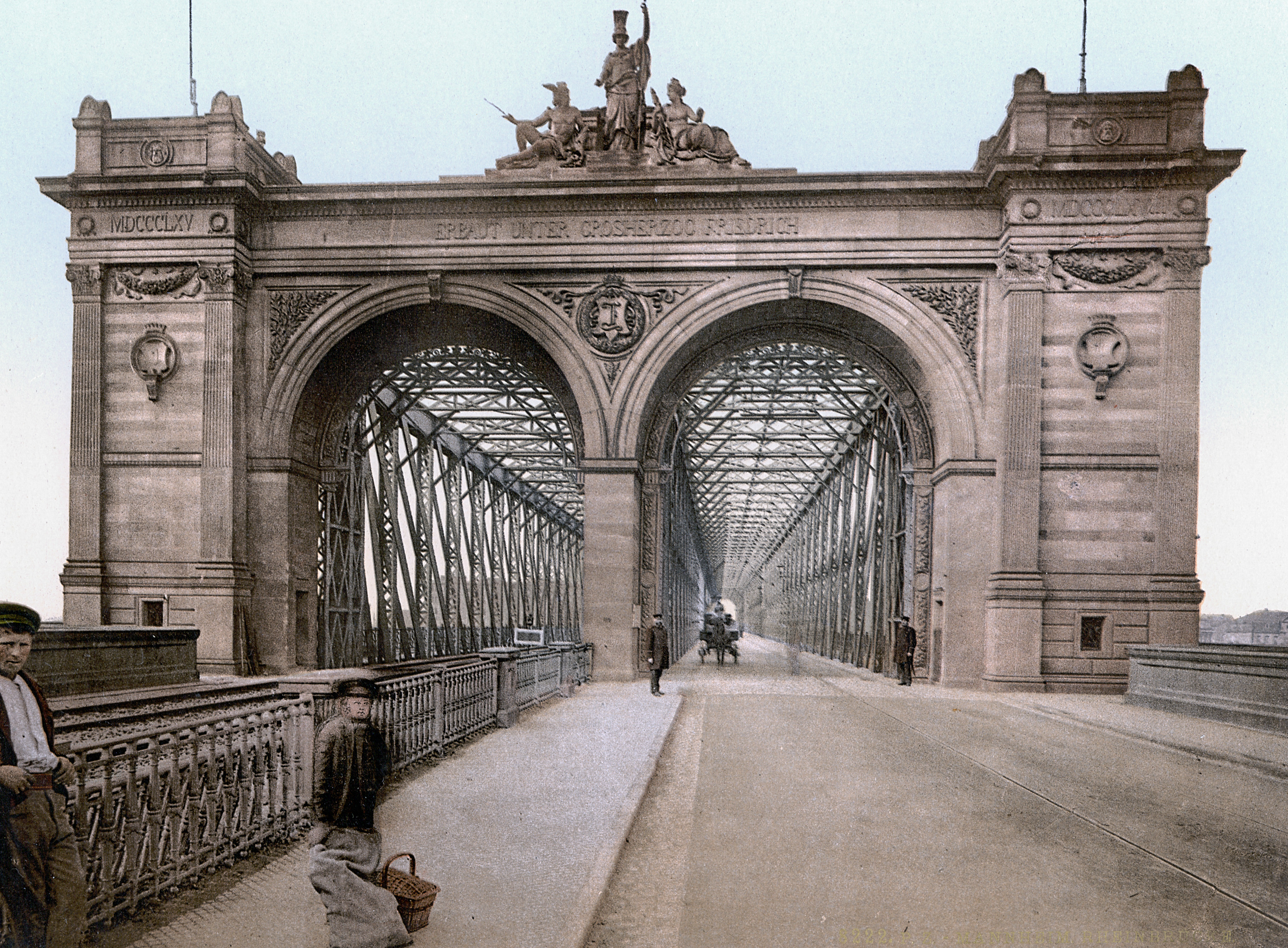
Rheinbrücke um 1893 mit dem Portal auf Mannheimer Seite

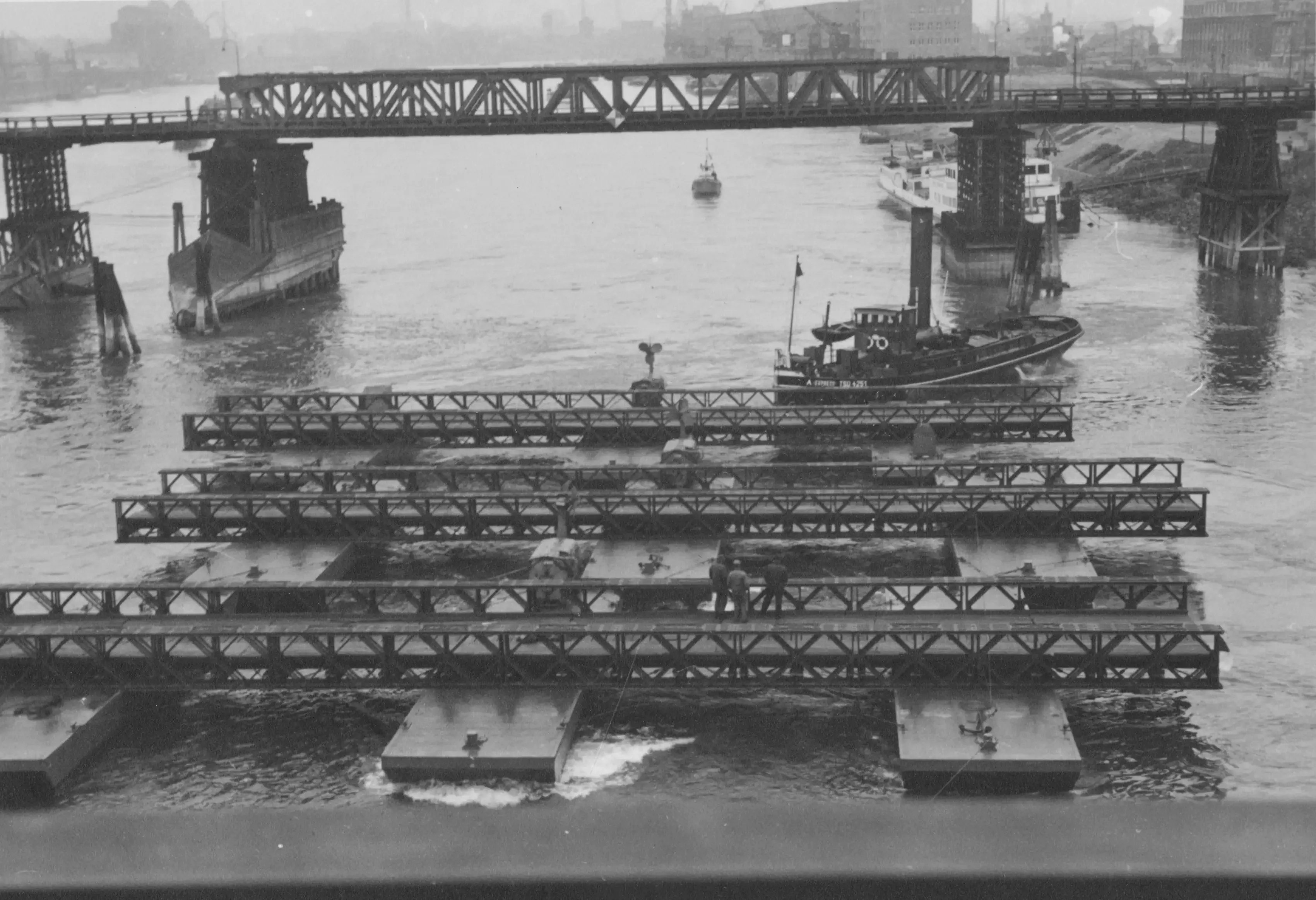
Eingleisge Notbrücke 1945

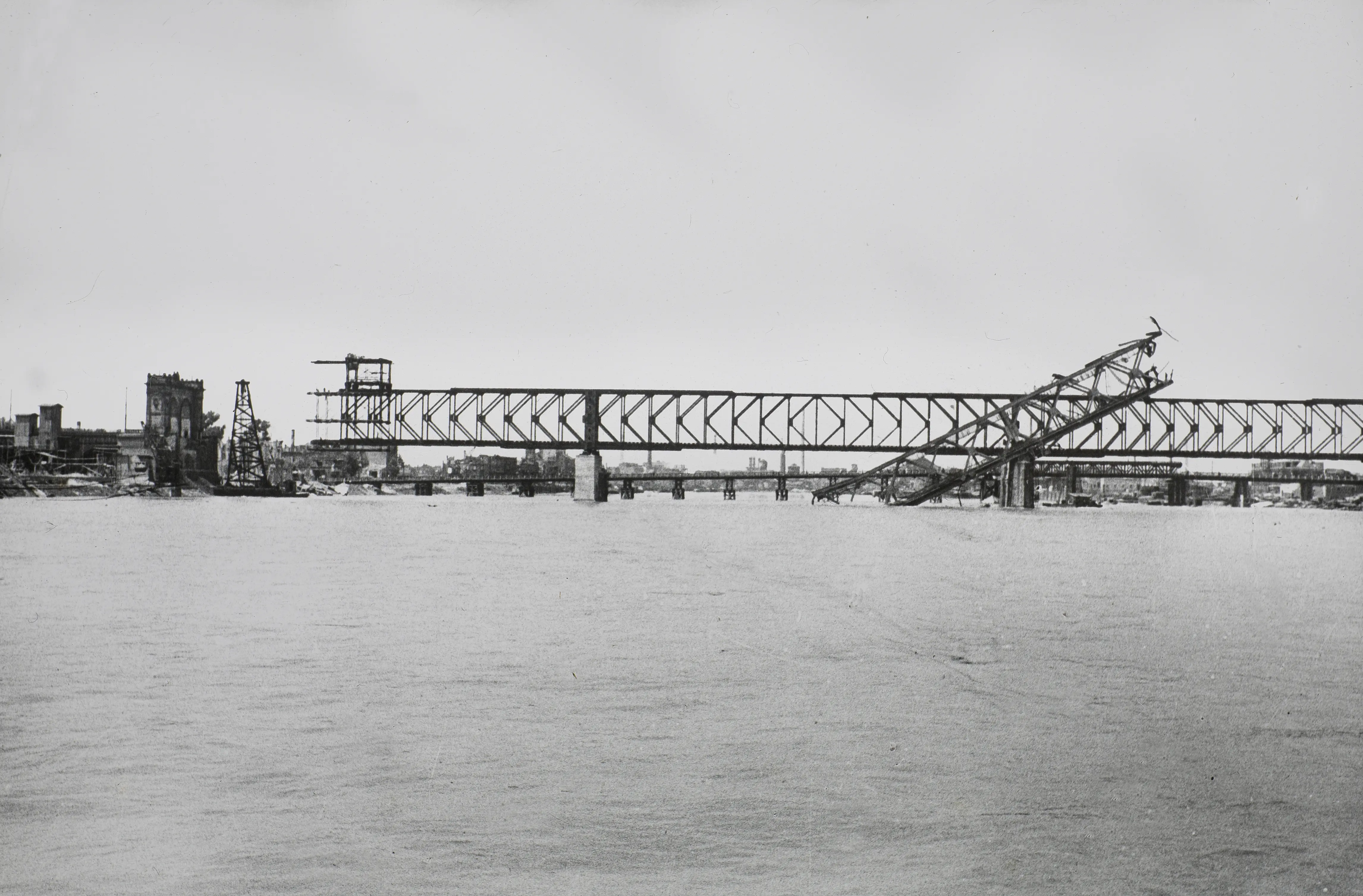
SKR-Brücke 1946

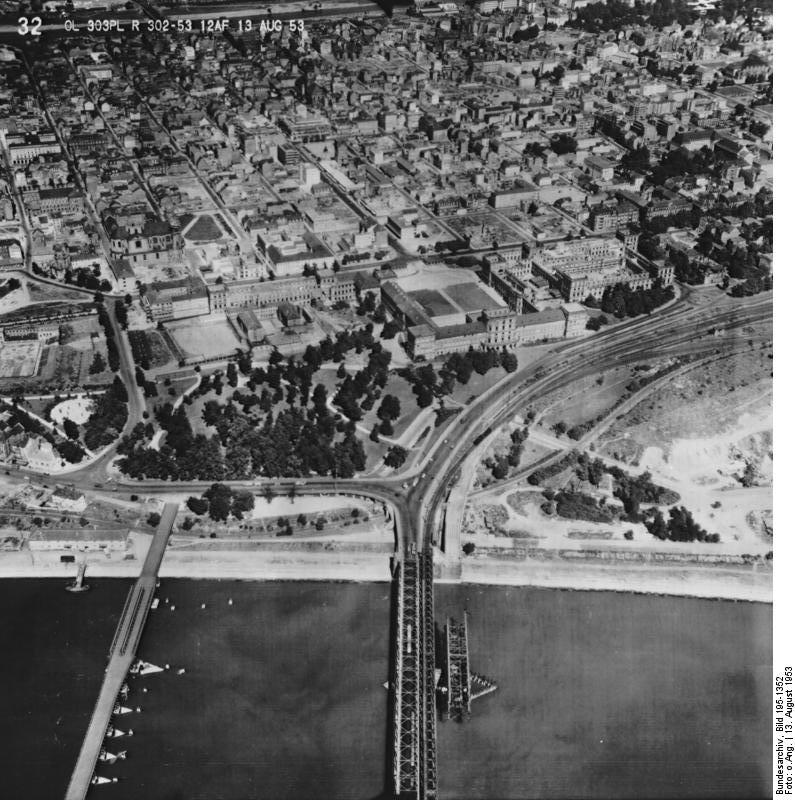
Provisorische Brücken 1953

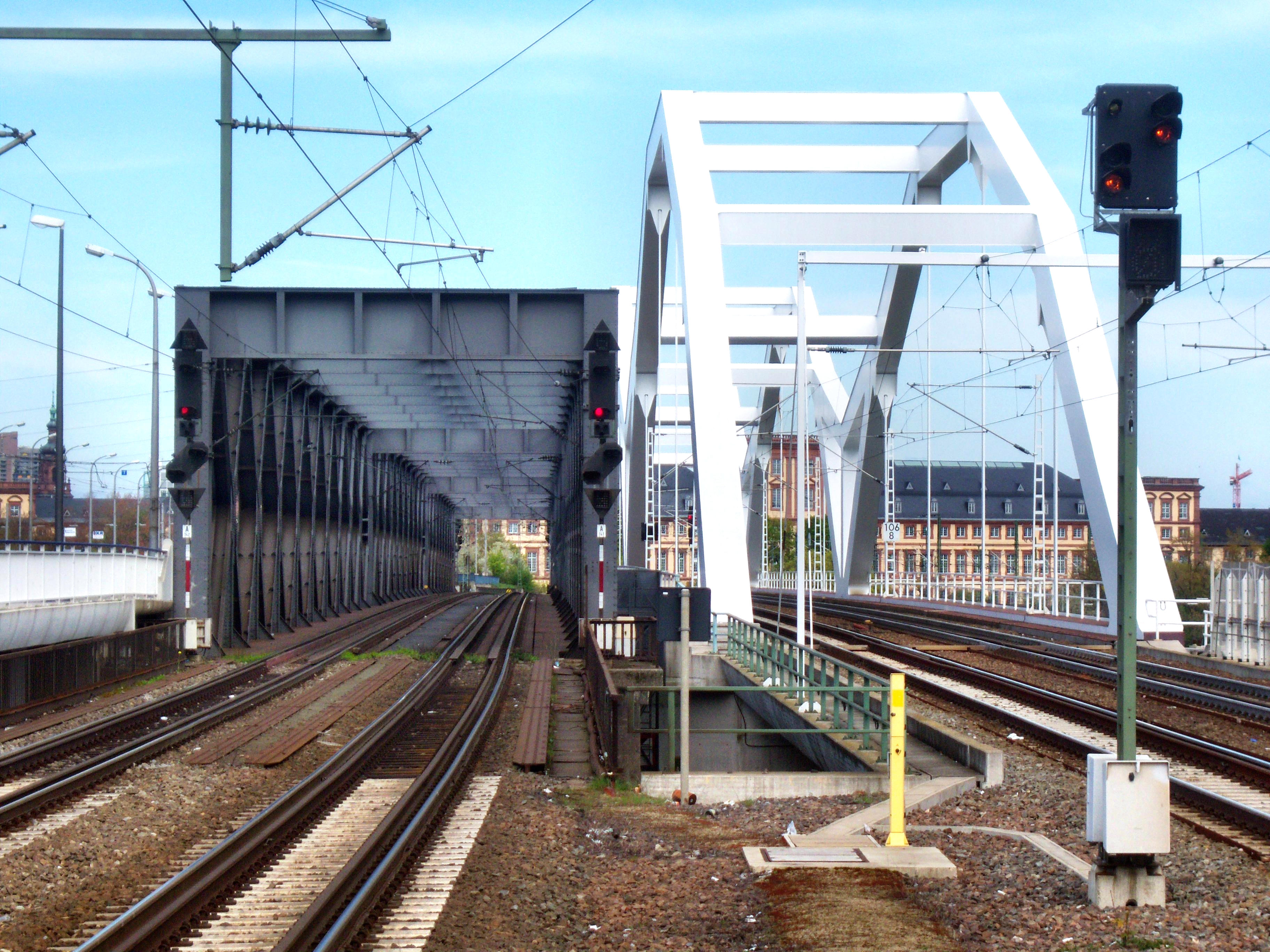
Die Eisenbahnbrücken: links die alte, rechts die neu erbaute

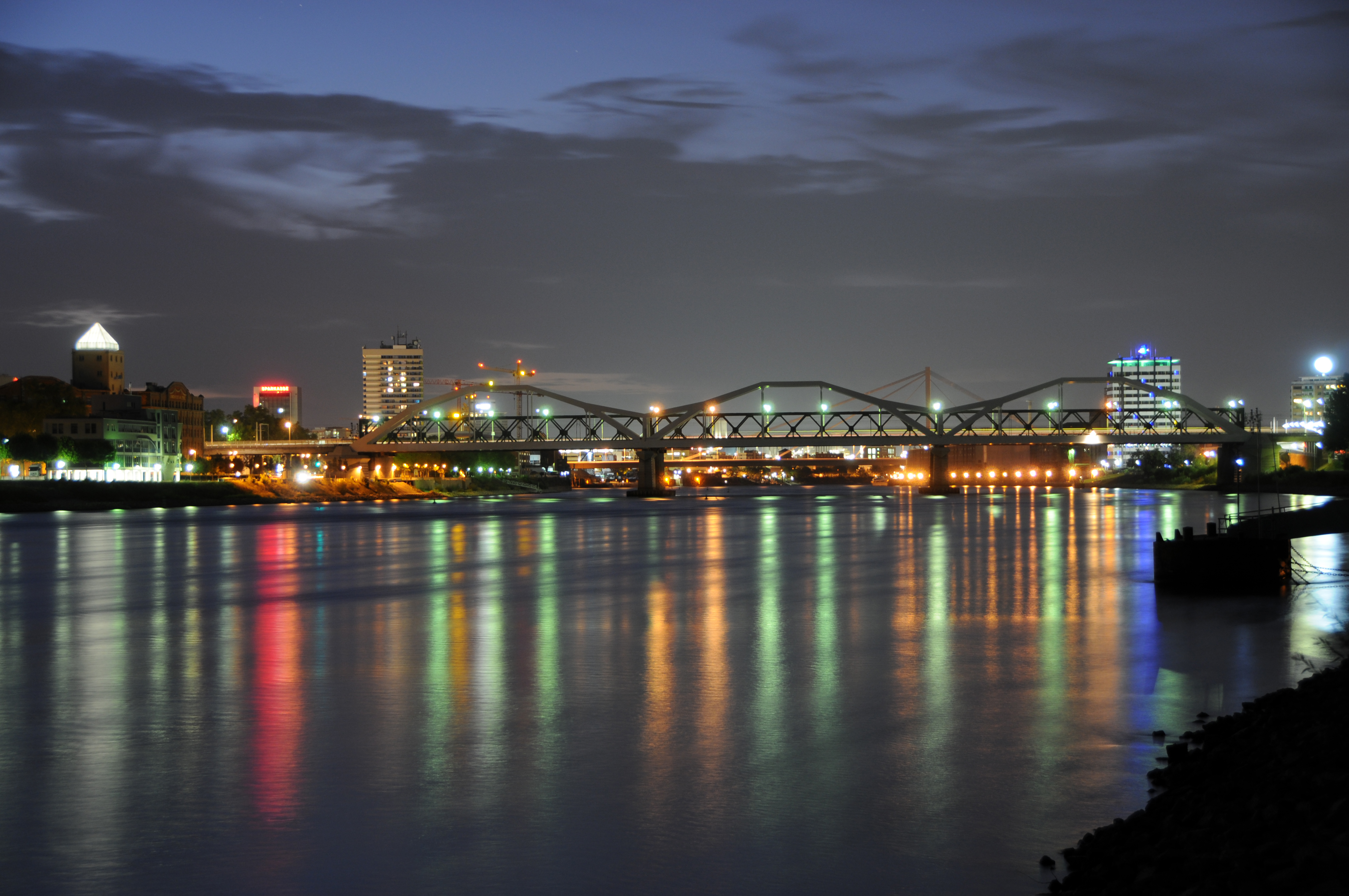
Blick vom Stephanienufer, Mannheim-Lindenhof, bei Nacht

Nachdem im Zeitalter der Industrialisierung auch die Eisenbahn immer mehr an Bedeutung gewonnen hatte, wurde es 1863 notwendig, eine neue Brücke an der Stelle der alten Schiffsbrücke zu errichten. Zuvor konnten Eisenbahnfahrzeuge nur mit einer Eisenbahnfähre auf flachen Kähnen verladen über den Rhein gesetzt werden.
Die Planung dauerte von 1863 bis 1864. Erster Vorsitzender der Planungskommission war Paul Camille von Denis. Geplant wurde eine kombinierte Straßen- und Eisenbahnbrücke, die von 1865 bis 1867 errichtet wurde. Am 25. Februar 1867 ging zunächst ein Gleis für den Güterverkehr in Betrieb, am 1. August 1867 das zweite Gleis für den Personenverkehr. Die Freigabe der Straßenbrücke erfolgte am 20. August 1868 bei Fertigstellung der massiven Portalbauten an beiden Enden mit repräsentativen Charakter. Gestaltet wurden sie nach dem Entwurf des Karlsruher Architekten Josef Durm. Die Statuengruppe mit Minerva zum Schutz von Handel und Industrie auf der badischen Seite stammte von Karl Friedrich Moest, die Figuren von Germania und Palatina auf dem bayerischen Portal von Josef Durm.
Gebaut wurde eine doppelte Brücke, eine Straßenbrücke (nördlich, stromab) und eine zweigleisige Eisenbahnbrücke (südlich, stromauf). Es waren 10 m hohe schmiedeeiserne Fachwerkkonstruktionen nach dem damals modernen System Mohnié. Bei lichten Weiten von je 87,33 m betrug die Gesamtlänge rund 270 m, die Breite der Eisenbahnbrücke 7,5 m, die der Straßenbrücke 6,5 m. An den Außenseiten gab es jeweils einen 1,8 m breiten Gehweg.
Bereits 1906 wurde festgestellt, dass die Brücke in ihren Abmessungen zu klein geworden war. Es dauerte jedoch bis 1928, um mit den Planungen einer Erweiterung zu beginnen. Eine neue Eisenbahnbrücke wurde 1931–1932 direkt neben der bestehenden Brücke errichtet. Die alte Eisenbahnbrücke wurde für den Straßenverkehr umgebaut. Die neue Konstruktion bestand aus Stahlfachwerk, jedoch ohne Portalbauten. 1936 wurde die Brücke von den Nationalsozialisten nach Leo Schlageter benannt. Die Rheinbrücke wurde im Zweiten Weltkrieg am 20. März 1945 durch die deutsche Wehrmacht gesprengt. Bereits am 28. März 1945 hatten US-amerikanische Pioniere die zerstörte Straßenverbindung mit einer Pontonbrücke ersetzt und am 23. April 1945 eine eingleisige Eisenbahn-Notbrücke auf hölzernen Pfahljochen und eine feste Straßen-Notbrücke in Betrieb genommen. Beides war zunächst nur für den Militärverkehr freigegeben. Das Provisorium wurde für den Straßenverkehr am 19. August 1945 durch eine stabilere Konstruktion ersetzt, die auch für den Zivilverkehr freigegeben wurde. Eine neue Eisenbahnbrücke nach dem SKR-System ging am 30. Juli 1946 in Betrieb. Zum 18. Dezember 1948 wurde auch eine neue Straßenbrücke – ebenfalls nach dem SKR-System – in Betrieb genommen.
In den Jahren 1954/55 ließ die Deutsche Bundesbahn die eingleisige Dauerbehelfsbrücke durch einen zweigleisigen Neubau ersetzen, der am 18. April 1955 in Betrieb ging. Da ein 65 Meter langes Teil der Brücke von 1932 noch vorhanden war und verwendet wurde, entstand die gleiche Rautenfachwerkkonstruktion wie zuvor. Zum Ausbau des S-Bahn-Netzes wurde 1997–1999 eine weitere Eisenbahnbrücke direkt daneben errichtet. Dabei handelt es sich um eine durchlaufende, dreifeldrige Bogenbrücke.

### Konrad-Adenauer-Brücke
Die dreistreifige Behelfsstraßenbrücke wurde 1956–1959 durch eine stählerne Kastenträgerbrücke ersetzt. Erst im Zuge dieses Neubaus wurden die noch erhaltenen Portalbauten der ursprünglichen Brücke abgerissen. Der Neubau wurde am 24. Oktober 1959 unter dem Namen „Rheinbrücke“ eingeweiht. Den Namen Konrad-Adenauer-Brücke erhielt die Straßenbrücke 1967.

## Technische Daten
- Straßenbrücke – eigentliche Konrad-Adenauer-Brücke
  - Typ: Deckbrücke
  - Länge: 273,9 Meter
  - Stützweite: 3×91,3 Meter
  - Breite: 30,2 Meter
- Eisenbahnbrücke
  - Alter Teil
    - Typ: Stahlfachwerkbrücke
    - Länge: 273,9 Meter
    - Stützweite: 3×91,3 Meter
    - Höhe: 10 Meter

  - Neuer Teil
    - Typ: Bogenbrücke
    - Länge: 273,9 Meter
    - Stützweite: 3×91,3 Meter
    - Höhe: 20 Meter